# Sergiu Perciun
Sergiu Perciun, né le 23 avril 2006 à Chișinău, est un footballeur international moldave qui évolue au poste de milieu offensif au Torino FC.

## Biographie

### Carrière en club
Né à Chișinău en Moldavie, Sergiu Perciun est formé par l'académie de Radu Rebeja dans son pays natal, avant d'être transféré au Torino FC en championnat d'Italie en août 2022. Au cours d'une saison 2024-25 qui commence cependant par une blessure en primavera qui le prive des terrains pendant 3 mois, il intègre finalement  l'équipe première du club au printemps et joue son premier match avec eux le 23 avril 2025,,,,.

### Carrière en sélection
Déjà international moldave junior jusqu'à l'équipe espoirs,, Perciun est convoqué pour la première fois avec l'équipe senior de Moldavie en juin 2025,,.
Il honore sa première sélection le 6 juin 2025, entrant en jeu lors d'une défaite 2-0 en match amical contre la Pologne,.

## Style de jeu
Joueur offensif polyvalent, Sergiu Perciun est capable de jouer à l'aile des deux cotés, vu comme exprimant exprime le mieux ses qualités de vision de jeu en tant que milieu offensif ou mezzala, role hybride de demi-espace entre ailier et milieu de terrain.